# Saint-Ouen (Somme)
Saint-Ouen és un municipi francès situat al departament del Somme i a la regió dels Alts de França. L'any 2007 tenia 2.060 habitants.

## Demografia

### Població

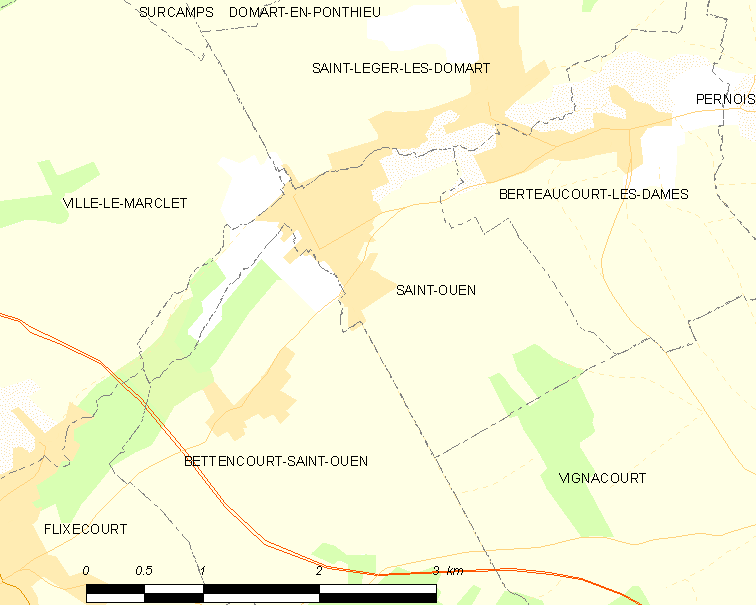
municipi

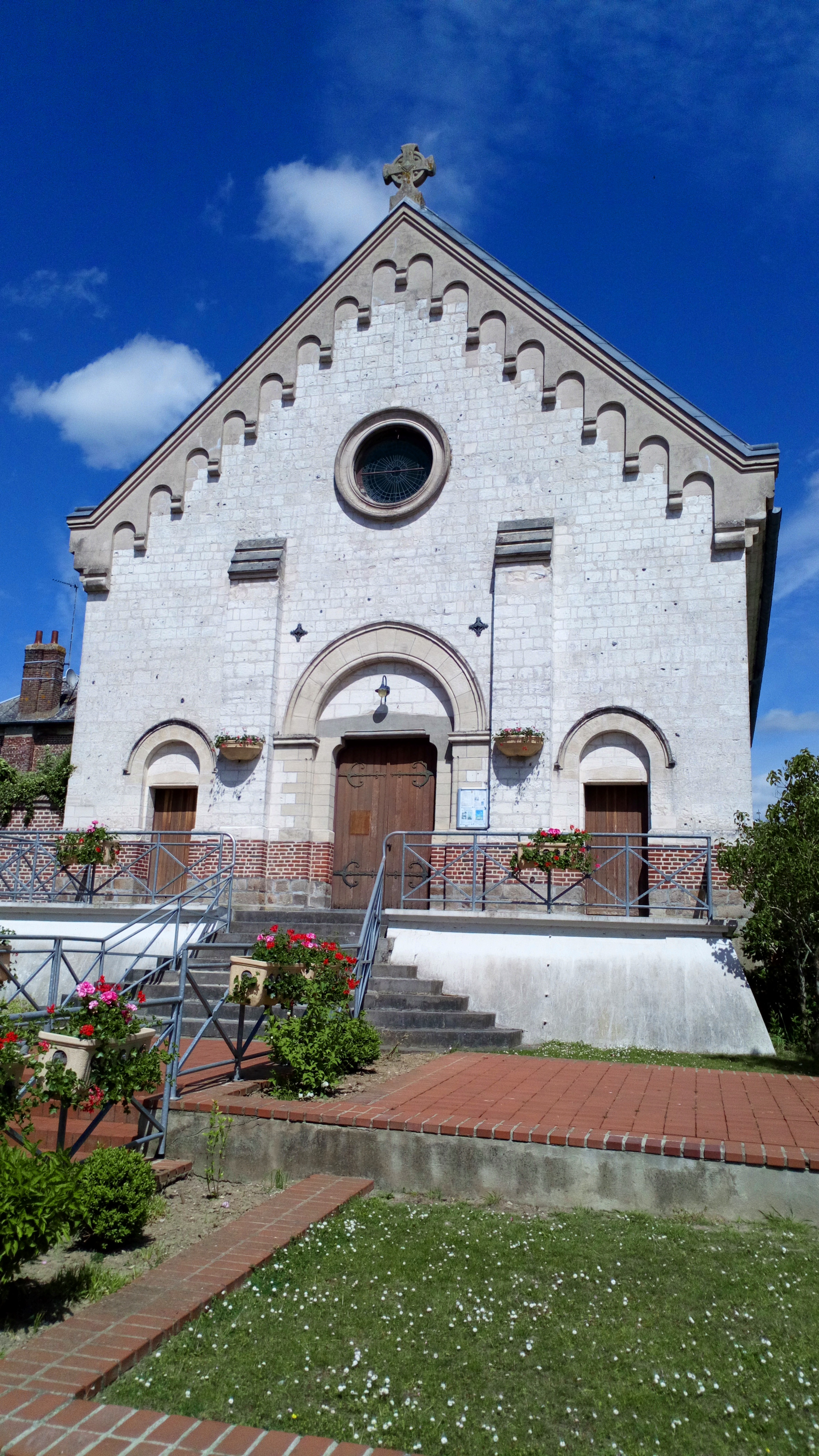
església

El 2007 la població de fet de Saint-Ouen era de 2.060 persones. Hi havia 798 famílies de les quals 217 eren unipersonals (68 homes vivint sols i 149 dones vivint soles), 230 parelles sense fills, 285 parelles amb fills i 66 famílies monoparentals amb fills.
La població ha evolucionat segons el següent gràfic:
Habitants censats

### Habitatges
El 2007 hi havia 900 habitatges, 823 eren l'habitatge principal de la família, 10 eren segones residències i 67 estaven desocupats. 889 eren cases i 8 eren apartaments. Dels 823 habitatges principals, 569 estaven ocupats pels seus propietaris, 245 estaven llogats i ocupats pels llogaters i 9 estaven cedits a títol gratuït; 2 tenien una cambra, 37 en tenien dues, 169 en tenien tres, 279 en tenien quatre i 335 en tenien cinc o més. 398 habitatges disposaven pel capbaix d'una plaça de pàrquing. A 373 habitatges hi havia un automòbil i a 228 n'hi havia dos o més.

### Piràmide de població
La piràmide de població per edats i sexe el 2009 era:
| Homes | Edats   | Dones |
| ----- | ------- | ----- |
| 0     | 95 o +  | 0     |
| 4     | 90 a 94 | 0     |
| 4     | 85 a 89 | 28    |
| 8     | 80 a 84 | 36    |
| 64    | 75 a 79 | 56    |
| 32    | 70 a 74 | 48    |
| 36    | 65 a 69 | 40    |
| 52    | 60 a 64 | 60    |
| 28    | 55 a 59 | 56    |
| 60    | 50 a 54 | 52    |
| 104   | 45 a 49 | 80    |
| 72    | 40 a 44 | 76    |
| 88    | 35 a 39 | 76    |
| 76    | 30 a 34 | 88    |
| 68    | 25 a 29 | 44    |
| 88    | 20 a 24 | 64    |
| 100   | 15 a 19 | 76    |
| 92    | 10 a 14 | 76    |
| 92    | 5 a 9   | 72    |
| 52    | 0 a 4   | 84    |

## Economia
El 2007 la població en edat de treballar era de 1.321 persones, 904 eren actives i 417 eren inactives. De les 904 persones actives 755 estaven ocupades (447 homes i 308 dones) i 150 estaven aturades (68 homes i 82 dones). De les 417 persones inactives 97 estaven jubilades, 124 estaven estudiant i 196 estaven classificades com a «altres inactius».

### Ingressos
El 2009 a Saint-Ouen hi havia 812 unitats fiscals que integraven 2.026 persones, la mediana anual d'ingressos fiscals per persona era de 13.475 €.

### Activitats econòmiques
Dels 47 establiments que hi havia el 2007, 3 eren d'empreses extractives, 1 d'una empresa alimentària, 3 d'empreses de fabricació d'altres productes industrials, 10 d'empreses de construcció, 8 d'empreses de comerç i reparació d'automòbils, 4 d'empreses de transport, 4 d'empreses d'hostatgeria i restauració, 1 d'una empresa financera, 2 d'empreses immobiliàries, 1 d'una empresa de serveis, 5 d'entitats de l'administració pública i 5 d'empreses classificades com a «altres activitats de serveis».
Dels 20 establiments de servei als particulars que hi havia el 2009, 1 era una oficina de correu, 3 funeràries, 2 tallers de reparació d'automòbils i de material agrícola, 1 autoescola, 3 paletes, 2 guixaires pintors, 1 fusteria, 1 lampisteria, 2 electricistes, 1 empresa de construcció, 2 perruqueries i 1 restaurant.
Dels 3 establiments comercials que hi havia el 2009, 1 era un hipermercat, 1 una botiga de menys de 120 m² i 1 una joieria.
L'any 2000 a Saint-Ouen hi havia 4 explotacions agrícoles.

## Equipaments sanitaris i escolars
L'únic equipament sanitari que hi havia el 2009 era una farmàcia.
El 2009 hi havia 1 escola maternal i 2 escoles elementals.

## Poblacions més properes
El següent diagrama mostra les poblacions més properes.